# Пушкины (шляхетский род)
Пу́шкины (бел. Пушкіны) — белорусский шляхетский и дворянский род герба «Шелига». Род включён в «Гербовник Витебского дворянства».

## История рода
Пушкины герба «Шелига» издавна владели оседлостями Новогрудском, Минском и Мстиславском воеводствах.
Из этого рода Матвей Пушкин владел в Полоцком воеводстве поместье Горки, проданном его сыном, который переселился после в Витебскую провинцию. Его потомки в течение нескольких поколений владели в Витебской провинции поместьями Новосело, Пнево, Монахи и др.
На основании предоставленных документов и свидетельств Пушкины доказали своё дворянское состояние за пять поколений.